# Тосно (станция)
То́сно — узловая железнодорожная станция в одноимённом городе Ленинградской области.
Через станцию следуют пригородные поезда: в направлении на северо-запад — на Санкт-Петербург (Московский вокзал) (в конце 1980-х — начале 1990-х также через Пустыньку — Мгу), на юго-восток — к станциям Любань, Чудово-Московское, Малая Вишера, а также (с изменением направления движения) на Шапки. На станции останавливаются все проходящие через неё пригородные поезда, в том числе ускоренный поезд «Ласточка» 7101/7102 и 7103/7104 Санкт-Петербург — Новгород-на-Волхове — Санкт-Петербург, а также 721/722 Санкт-Петербург — Бологое. Для некоторых пригородных поездов из Санкт-Петербурга и Шапок станция является конечной.
Также на станции производится пассажирская техническая работа по смене тяги (с электровоза на тепловоз и наоборот) для дополнительных (праздничных) пассажирских поездов, идущих из центральной полосы России через станции Стекольный, Новолисино, Павловск, Царское Село, Шушары, СПб Товарный Витебский на СПб Пассажирский Витебский.
Вплоть до 1993 года на станцию заходила «летучка» (межобластной вагон под тепловозом ТЭП60 (с осени 1988 года — М62) из Гатчины в ходе рейса на Мгу — тепловоз перегонялся на другую сторону — и «летучка» отправлялась назад на Стекольный (на Мгу затем — опять же с перегоном тепловоза на другую сторону — следовала оттуда). При этом «летучку» принимали на тот единственный путь на станции, который не проходит возле платформ — таким образом, высадка и посадка в вагон осуществлялась прямо с междупутья.
На станции заканчивается трёхпутный участок от Московского вокзала Санкт-Петербурга. Дальше на юг в сторону Москвы идёт исключительно двухпутная линия, которая на станции Крюково переходит в четырёхпутную и остаётся таковой вплоть до конечного пункта — Ленинградского вокзала.

## История
Приёмный дом и площадка для пассажиров (остановочный пункт) близ Ям-Тосна на Московском шоссе были открыты в 1 (13) ноября 1851 года под названием Тосненская в составе Санкт-Петербурго-Московской железной дороги.	
С 8 (20) сентября 1855 года остановочный пункт в составе Николаевской железной дороги.

ТОСНЕНСКАЯ — станция железной дороги при речке Тосне, число дворов — 1, число жителей: 7 м п., 9 ж. п. (1862 год)
В 1863 году получила название Тосна, а в 1872 году станции присвоено нынешнее название Тосно; в другом источнике указано что на начало XX столетия станция при населённом пункте (слободе) Тосна имела название Тосна.
В 1870 году построено соединение с Балтийской железной дорогой протяжением 0,790 вёрст (из которых 0,173 вёрст принадлежит Николаевской жд и 0,617 вёрст Балтийской жд), и остановочный пункт был переведён в статус полустанции.
В 1877 году на станции была устроена новая пассажирская платформа длиной 75 и шириной 2 саж,
в 1879—1880 годах построено паровозное здание на 2 паровоза по проекту архитектора Н. П. Высоцкого, в 1880 году над деревянным пассажирским зданием надстроен второй этаж, в 1893 году у станции 4 класс, в 1912—1913 годах произведён капитальный ремонт пассажирского здания с расширением его на 14 кв. саж.
В 1912 году устроен Шапкинский подъездной путь длиной 19 вёрст, который построил статский советник Фемистокол Иванович Петрококино, в 1914 году подъездной путь Тосно — Шапки был выкуплен графиней И. В. Воронцовой-Дашковой.
В 1918 году подъездной путь национализирован, до 1923 года были организованы пассажирские перевозки. С 1923 года до 1926 года на линии пассажирских перевозок не производилось, пассажирское движение возобновилось с 1926 года.
С 27 февраля 1923 года станция в составе Октябрьской железной дороги. Приказом НКПС № 1028 от 20 августа 1929 года станция в составе Октябрьских железных дорог.
С 1936 года станция в составе Октябрьской железной дороги.
В 1959—1960 годах на станции велось сооружение пешеходного переходного моста.
В конце 1979 года отмечалось, что строительство железнодорожного павильона, начатое в 1977 году, ещё не было окончено. Также не был доведён до конца ремонт пассажирских платформ.
В 1971 году присвоен код ЕСР № 0607. В 1975 году присвоен новый код ЕСР № 06070.С 1985 года новый код АСУЖТ (ЕСР) № 031302. В 1982 году станции присвоен код Экспресс-2 № 34148. С 1994 года новый код Экспресс-3 № 2004148.
В 2005 — 2007 был построен новый пешеходный мост через железнодорожные пути. В связи с запуском скоростного электропоезда «Сапсан» наземный переход был закрыт, и на протяжении нескольких лет маломобильные группы граждан были вынуждены пользоваться исключительно лестницей. Запуск пассажирских лифтов прошёл 16 марта 2012 года, при этом дата запуска переносилась несколько раз. Зимой 2012/13 выяснилось, что установленные модификации лифтов не предназначены для эксплуатации при температуре ниже +5 градусов. В связи с этим эксплуатация лифтов на зимнее время была приостановлена. По предварительным данным, ситуация возникла из-за того, что при строительстве лифтового комплекса, вопреки техническому заданию, модель лифтов была заменена на более дешёвую — которая, как выяснилось, не предназначена для эксплуатации в уличных условиях.
В 2010—2011 годах платформы были заменены. В 2012—2014 годах осуществлялось строительство АСОКУПЭ и реконструкция вокзала.

## Фотографии

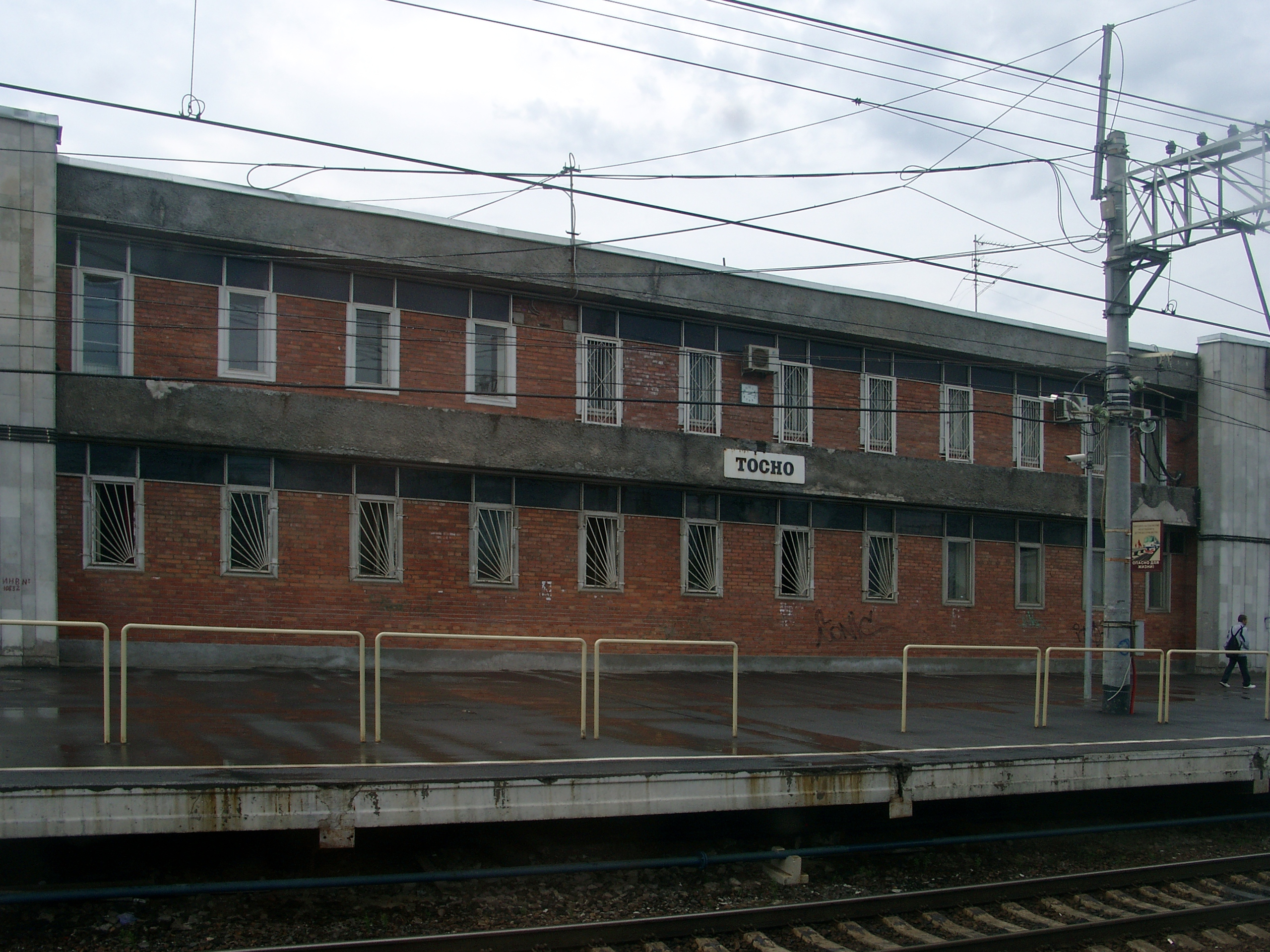
Здание вокзала.
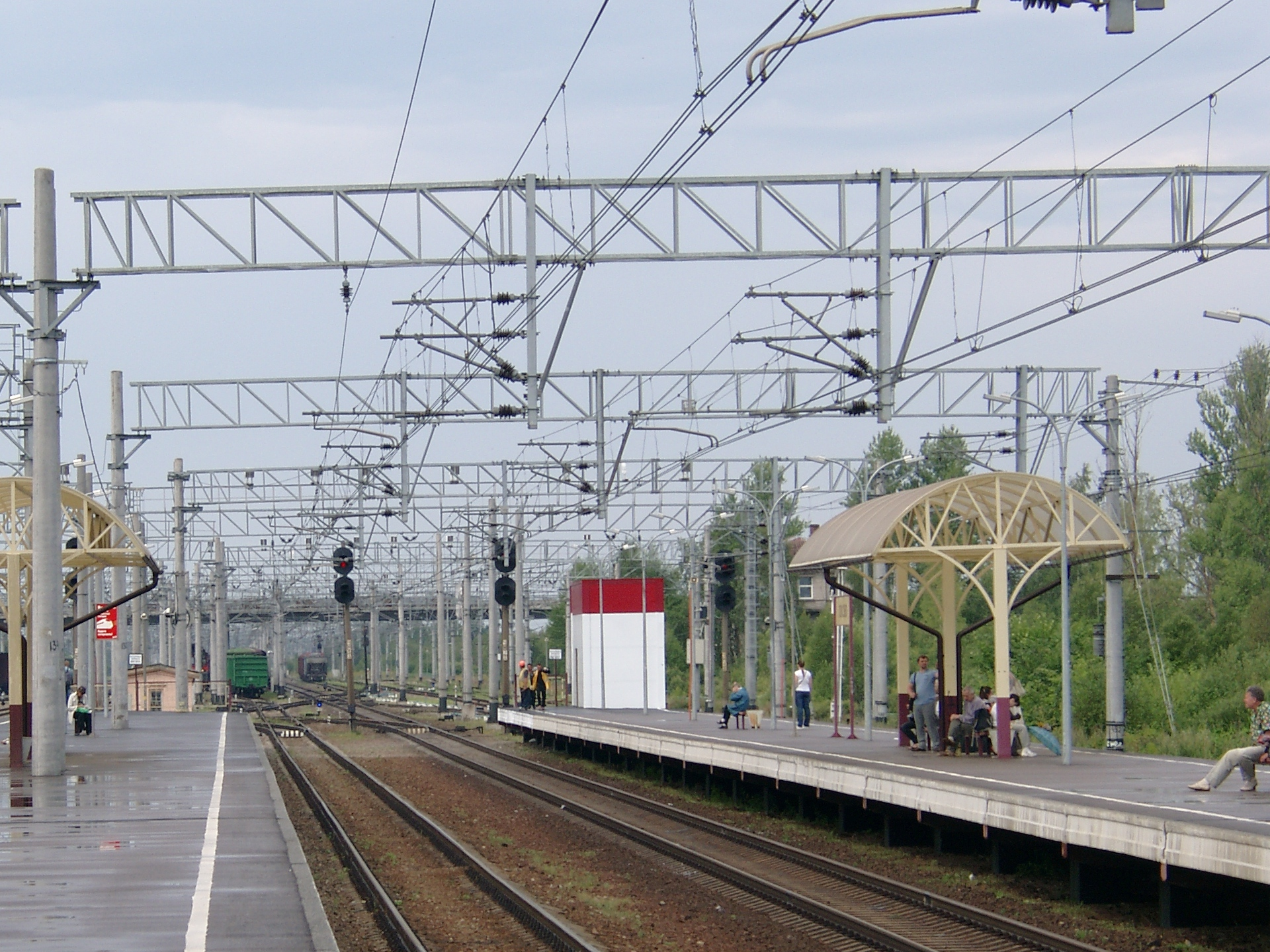
Вид на северо-запад, в сторону пл. Тосно-2.
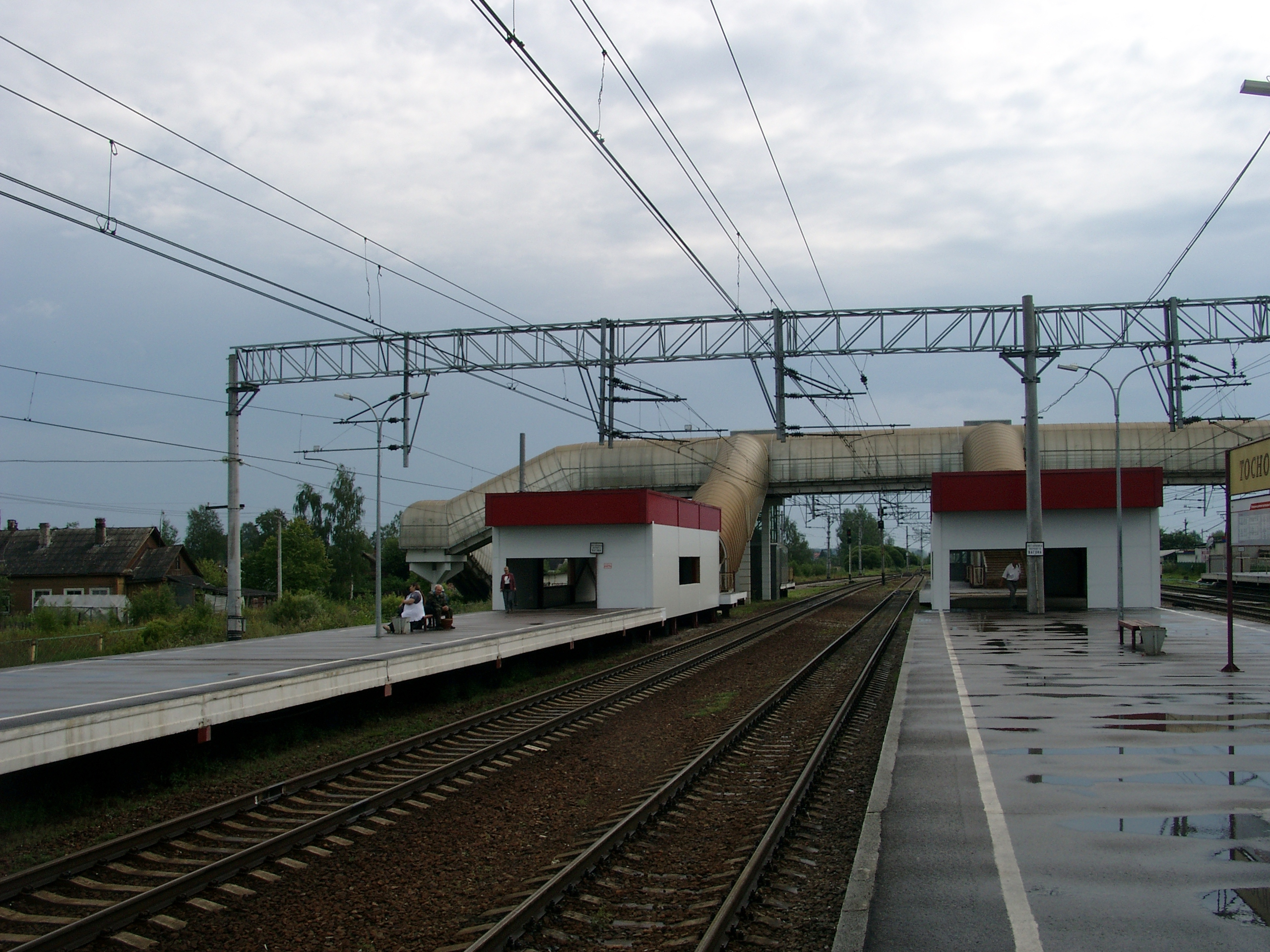
Вид на юго-восток, в сторону ст. Ушаки. Пешеходный переход над путями.
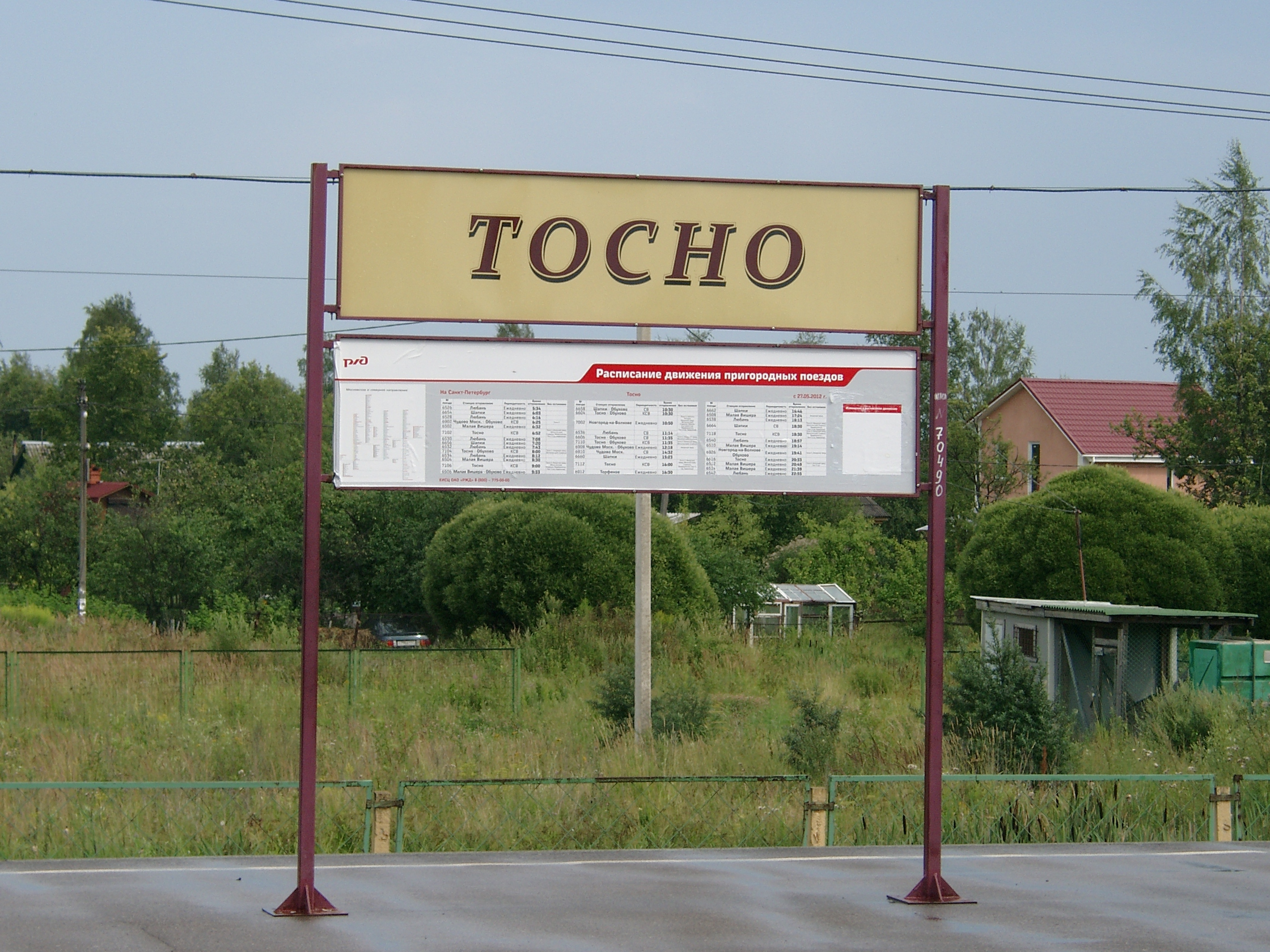
Прежний указатель с названием станции и расписанием электропоездов.